# Duska Sifnios
Duška Sifnios (en serbio: Душка Сифниос; Skopie, 15 de octubre de 1934-Bruselas, 14 de octubre de 2016) fue una bailarina serbia.
Alumna de Nina Kirsánova, Leonid Lavrovski, Assaf Messerer y Víctor Gsovski, debutó en 1948 en la Ópera de Belgrado siendo la prima ballerina. Bailó en diversas compañías europeas, tanto en el ballet de Milorad Mišković en 1959, como en el Ballet Europeo de Léonide Massine, al año siguiente.
Desde 1961 hasta 1972, fue una de las más brillantes[cita requerida] intérpretes de Maurice Béjart en el Ballet del siglo XX. La primera intérprete femenina en bailar el rol principal de la coreografía del ballet Bolero de Béjart (Théâtre de la Monnaie, 10 de enero).